# Парфьонов Олександр Миколайович
Олекса́ндр Микола́йович Парфьо́нов — старший солдат підрозділу Національної гвардії України, учасник російсько-української війни, який загинув у ході російського вторгнення в Україну в 2022 році.

## Нагороди
- орден «За мужність» III ступеня (2022, посмертно) — за особисту мужність і самовіддані дії, виявлені у захисті державного суверенітету та територіальної цілісності України, вірність військовій присязі[1].